# Чемеров Олександр Валерійович
Олександр Валерійович Чемеров (нар. 4 серпня 1981, Чернігів) — український рок-музикант, поп-музикант, композитор, продюсер, поет, колишній фронтмен рок-гуртів Димна Суміш, X-позери, Vkrayst, а у нинішній час — фронтмен гурту The Gitas.

### Ранні роки
Народився 4 серпня 1981 у Чернігові. Батько — підприємець Валерій Чемеров, матір була стюардесою.
Саша Чемеров розповідав про себе:
| В п’ятирічному віці грав на дитячому барабані, пізніше, співав під програвач. Ще пізніше чув від батька «Піснярів», «Beatles» та інше під гітару. В шостому класі почув на польському радіо дивну речитативну музику і захопився. В школі всі сміялись з широких штанів, а вчителі водили в перукарню. В чотирнадцять років вперше почув «Nirvana», «Doors», «Aerosmith» та ще кілька не вартих уваги гуртів. Почав вчитися грі на гітарі та приймати допінг. Співав кавери улюблених груп у складі «The Bag» та цікавився окультними науками. На початку 1996 року виникла група «Торба», до складу якої, окрім Саші Чемерова, входили майбутні басист та гітарист «Димної Суміші». Ми жили в одному місті, вчилися в одній школі, зростали в одному районі (з басистом навіть жили в одному домі). Попереду були два роки хіппізму, шаманізму та непрофесійної музики. В 1998 році – розпад групи «Торба», та знайомство з нинішнім барабанщиком «Димної Суміші» Сашком Гущиним |
2003-го Олександр Чемеров закінчив КНУКіМ, спеціальність — «джазовий вокал», хоча матір заохочувала його до здобуття юридичної освіти.

## Діяльність

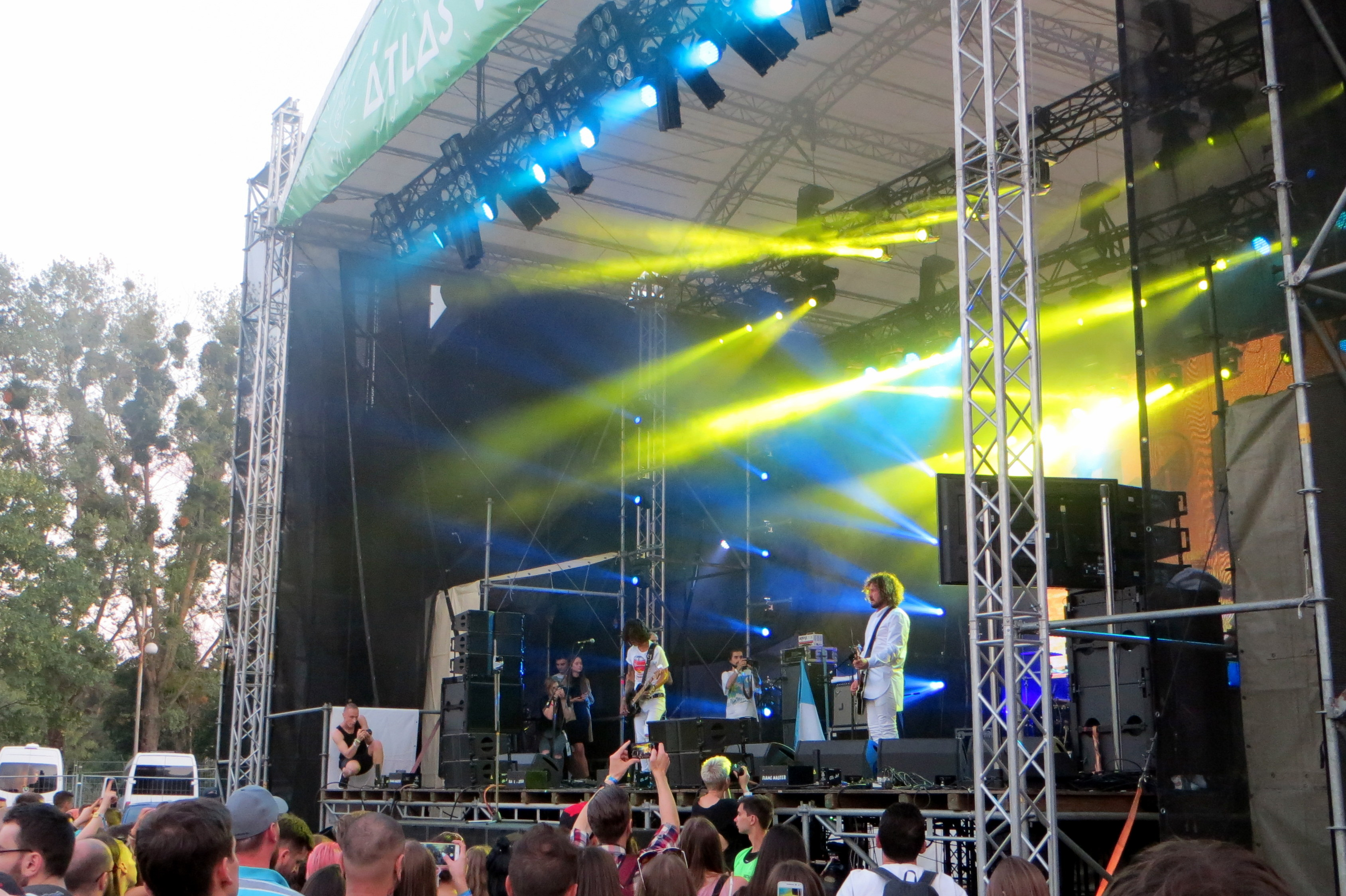
Гурт Gitas на фестивалі у Києві, 2018 рік

### Діяльність у складі «Димної Суміші»
У червні 2009 року, «Димна Суміш» випустила свій третій альбом «Димна Суміш». Саша Чемеров уперше виступив і як співпродюсер цього альбому.

### Співучасть у чужих проектах
З 2007 року Олександр Чемеров, під псевдонімом Ізольда Четха, був головним автором музики та текстів пісень гурту «Quest Pistols». Після розпаду гурту на «Quest Pistols Show» (продюсера Юрія Бардаша) та новий гурт «Агонь» (початкового складу гурту), Олександр Чемеров став співпрацювати з останніми.
З 2009-го Саша Чемеров виступав «запрошеною зіркою» у складі гурту «Інді.я», зокрема фігурував у їхньому кліпі «L'or».

### Написання музики для інших виконавців і продюсування
У липні 2010-го вийшов альбом «Дай мне знак» російської співачки Лєри-Лєри, де музику до усіх 12 пісень написав Саша Чемеров.
Також Саша Чемеров є музичним продюсером Лєри Лєри.
Саша Чемеров є продюсером і деяких інших виконавців, але інформація про це не розкривається, так він стверджував:
| Так, я продюсую деяке число артистів, як відомих так і не дуже. Проте в цій темі я радше - темна конячка і сірий кардиналОригінальний текст (рос.) Да, я продюссирую некое количество артистов, как известных, так и не очень. Но в этой теме я скорее – темная лошадка и серый кардинал |

### Діяльність як ді-джея
Саша Чемеров регулярно проводить вечірки у ролі ді-джея під псевдонімом «Dj RADIO».

### Діяльність як поета і фотографа
10 листопада 2010-го було презентовано книжку Саші Чемерова «Один». Вона містить понад 200 написаних ним віршів і оповідань, а також зроблені ним полароїдні фотографії.
Вірші у книзі, за твердженням Саші Чемерова написані методом автоматичного письма.

## Висловлювання знаменитостей про Сашу Чемерова
10 листопада 2010-го Олег "Фагот" Михайлюта про Сашу Чемерова сказав:
| Я сам себе спіймав на думці, що я, в принципі, знаю тільки двох, взагалі, справжніх рокерів в Україні, і все. Один з них це - Саня. Просто настільки відверту в музиці людину я ще, ну от, реально, ну, практично, неможливо зустріти |

## Цікаві факти

### Вегетаріанство і захист тварин
З 2003-го року Саша Чемеров є вегетаріанцем. Він окрім їжі і одягу тваринного походження утримується від алкоголю і кофеїну. Щоправда, іноді курить тютюн і марихуану.
«X-позери» брали участь у благодійному концерті спрямованому проти вбивства тварин і на підтримку безпритульних тварин.
Також проти вбивства тварин заради харчування спрямовані написані Сашею Чемеровим пісні:
- «Ні» з альбому «Димної Суміші» 2008-го «В країні ілюзій»[12]
- «М'ясо Це Вбивство» гурту «X-позери»

### Татуювання
Руки Саші Чемерова покриті татуюваннями. Зокрема, деякі з них мають наступні значення:
- на лівій руці
  - символ жіночого начала
  - індійська дружина
  - безстрашність (напис на санскриті)
- на правій руці
  - індійська наречена
  - південномексиканський символ «Всіх Святих»
  - йога (напис на санскриті)
  - мелодія пісні Light My Fire гурту The Doors.

### Саша Чемеров і LiveJournal
У день 40-річчя Курта Кобейна 20 лютого 2007-го Саша Чемеров завів у LiveJournal блог під ніком «vkrayst», що походить від назви пісні «Вкрай Стомлений» з альбому «Димної Суміші» «Країна Ілюзій». Цей блог став важливим майданчиком спілкування з фанами, у ньому було зроблено чотиризначне число записів, а сам Саша Чемеров про нього сказав так:
| Моя присутність в інтернеті, а точніше в соціальних мережах, є доволі хвилястим явищем. Не зловживаю, а жж в різні періоди життя мало своє місце, це і блокнот, і лукбук, і просто звалище. Там у мене багато всього[14]Оригінальний текст (рос.) Мое присутствие в интернете, а точнее в социальных сетях, довольно волнистое явление. Не злоупотребляю, а жж в разные периоды жизни имело свое место, это и блокнот, и лук бук, и просто свалка. Там у меня много всего |
З часом нік Vkrayst настільки міцно асоціювався з особою Саші Чемерова, що його сольний проект 2010—2011 років так і називався Vkrayst.

### Казус із націоналістами
19 листопада 2010-го Саша Чемеров заявив:

| Ми не станемо грати за націоналістів навіть за дуже великі грошіОригінальний текст (рос.) мы не станем играть за националистов даже за очень большие деньги |
водночас в червні 2011го очолювана ним «Димна Суміш» погодилася виступати на рок-фестивалі «Бандерштат», організатором якого є націоналістична організація «Національний Альянс».

### Підтримка політв'язнів
27 липня 2018-го під час сольного концерту гурту The Gitas в Зеленому театрі у Києві підтримав ув'язненого у Росії українського режисера Олега Сенцова. Учасники гурту заявили зі сцени, що в цьому світі є люди, яких утримують незаконно. Також музиканти виконали для Сенцова пісню «Sharks of Disharmony», яка є маніфестом проти корумпованих політиків у всьому світі.

### Збір коштів на потреби Збройних сил України
27 березня 2022 Саша Чемеров виступив з концертом у Львові на Площі Ринок в рамках проєкту «Український мистецький фронт».